# Ferdinand Möhring
Ferdinand Möhring (Alt Ruppin, 18 de gener de 1816 - Wiesbaden, 1 de maig de 1887) fou un compositor, director d'orquestra i organista alemany. Des de la seva infància mostrà singulars disposicions per a la música. després d'estudiar composició en la Reial Acadèmia de Berlín, el 1840 fou nomenat organista i director de música a Saarbrücken, i el 1845 passà amb el mateix càrrec a Neuruppin, on també es dedicà a l'ensenyança del cant. Tant a Wiesbaden com a Neuruppin, s'aixecaren monuments a la memòria d'aquest músic el 1894 i 1897 respectivament. La seva especialitat fou la composició per a cors d'homes, havent compost en aquests terreny diverses, entre les que se citen com a més notables: Das Dichtergra bam Rhein, Normannenzug, Seligster Traum; per a cors mixts i veus soles, va compondre: Das Pfarrikaus i Scholss Warren.